# بلیزکاستل
شهر بلیزکاستل در ایالت زارلند در کشور آلمان واقع شده است.